# Dolejší Krušec (zámek)
Dolejší Krušec je tvrz přestavěná na zámek ve stejnojmenné vesnici u Hartmanic v okrese Klatovy. Renesanční tvrz byla ve vesnici založena v polovině šestnáctého století. Dochovaná podoba je výsledkem barokní přestavby a pozdějších úprav. Přestože je zámek od roku 1964 chráněn jako kulturní památka, nachází se v havarijním stavu.

## Historie
První panské sídlo v Dolejším Krušci postavil v polovině šestnáctého století Beneš Cíl ze Svojšic, který vesnici roku 1555 zdědil spolu s Javoříčkem, Čímicemi, Trpěšicemi a Novou Vískou po otci Petru Cílovi ze Svojšic. Jeho dědicem se roku 1582 stal syn Jan Cíl ze Svojšic na Dolejším Krušci a po něm v roce 1603 Heřman Cíl ze Svojšic. Ačkoliv se nezúčastnil stavovského povstání v letech 1618–1620, roku 1620 tvrz obsadilo císařské vojsko a nejspíš ji i vypálilo. Zkonfiskované panství, i přes Heřmanovi námitky, roku 1623 koupila Johana Malovcová z Bukovan. Patřilo jí jen dva roky, když je postoupila Marii Markétě Chanovské z Dlouhé Vsi, která se provdala za Humprechta Račína z Hrádku. Humprecht statek prodal v roce 1646 rytíři Jiřímu Eichhornovi z Reichenbachu. Dalším kupcem se stal roku 1679 Alexandr Mikuláš Schafmann z Hemrlesu, ale podle Karla Třísky panství koupil až od Jiřího dědice Jiřího Vilíma. Od Schafmanna panství o tři roky později koupil Jan Kryštof Koc z Dobrše s manželkou Polyxenou Kateřinou.
Dalším majitelem se stal již roku 1683 Vilém Alexandr Běšín z Běšin, kterému patřila také panství Kundratice a Nový Čestín. Jeho syn Maxmilán Václav sídlil v Dolním Krušci až do roku 1708, kdy jej prodal Janu Jiřímu Schumannovi z Dlouhé Vsi. Od něj dolnokrušecké panství roku 1713 získal zeť Gottfried Daniel Wunschwitz († 1741 v Praze), který se oženil s Marií Františkou Schumannovou a starou tvrz nechal přestavět na barokní zámek. Gottfriedův syn Jan Prokop Wunschwitz panství zadlužil a v roce 1748 jej prodal Marii Rozině Daunové, rozené Hebersteinové. Ani ona však nedokázala dostat statek z dluhů, a roku 1762 jej proto koupil baron Jan Nepomuk Kryštof František z Villani de Castello Pillonico. Dolní Krušec potom vlastnil až do roku 1800, kdy jej prodal manželům Janovi a Barboře Medlingerovým. O deset let později Barbora koupila manželův podíl a po své smrti celé panství odkázala dědicům, kteří je roku 1817 přenechali Matyáši Kremserovi.
Matyáš Kremser Dolejší Krušec spravoval do roku 1827, kdy jej prodal Ignáci Schreinerovi. Po jeho smrti v roce 1860 statek vedla po tři roky za nezletilého syna úřední správa. František Schreiner si jej ponechal do roku 1870, ve kterém zámek koupil jeho zeť Theodor Zvěřina. Zvěřinům zůstal do roku 1925, kdy ho šest Theodorových dětí prodalo Františku Zlámalovi. O dva roky později statek získali manželé Richard a Anna Grunnerovi, po kterých se majitelé rychle střídali až do roku 1938. Novými vlastníky se stali Anna Broschová a František Xaver Brosch, kterým statek zůstal do 16. prosince 1949, kdy jim byl na základě dekretu č. 108/1945 Sb. zabaven a přidělen Státnímu statku Hartmanice. Neudržované budovy poté chátraly až do doby, kdy je začalo využívat sušické Muzeum Šumavy jako depozitář. Jižní křídlo sloužilo od roku 1977 k rekreaci a v osmdesátých letech dvacátého století areál převzalo Řízení letového provozu Praha. V té době se zřítila střecha kaple a později i další části zámku.

## Stavební podoba
Jednopatrová zámecká budova má půdorys písmena L, ve kterém budova původní renesanční tvrze tvoří severní křídlo obrácené k jihu. Budova má roměry 14,5 × 30 metrů. Nad vchodem ze dvora je umístěn alianční znak Wunschwitzů a Schumanů a nápisová deska připomínající koupi statku Gottfriedem Wunschwitzem a jeho úmrtí. Kromě vstupní síně se v přízemí nachází dalších sedm místností zaklenutých valenými klenbami. Mladší křídlo postavené na základech starších budov poplužního dvora za Wunschwitzů mělo rozšířit obytné prostory. V přízemí se však nacházejí jen valeně zaklenuté hospodářské prostory a obytné místnosti se nacházejí v prvním patře. Podobně jako v severním křídle mají i ony ploché stropy. Během dalších úprav byla v nároží dvora postavena čtyřpatrová věž s cibulovou střechou a hodinami. Na západní křídlo na jihu navazují stáje, zatímco na severu stojí zámecká kaple zasvěcená svatému Janovi Nepomuckému. K památkově chráněnému areálu patří také stodoly na jižním okraji dvora, kašna na nádvoří a přilehlý park. Celý objekt se nachází v havarijním stavu.